# Kviddtjärnen (Brattfors socken, Värmland)
Kviddtjärnen är en sjö i Filipstads kommun i Värmland och ingår i Göta älvs huvudavrinningsområde. Sjön har en area på 0,0857 kvadratkilometer och ligger 219,7 meter över havet.

## Delavrinningsområde
Kviddtjärnen ingår i det delavrinningsområde (661263-140369) som SMHI kallar för Mynnar i Lungälven. Medelhöjden är 206 meter över havet och ytan är 29,69 kvadratkilometer. Det finns inga avrinningsområden uppströms utan avrinningsområdet är högsta punkten. Bålbäcken som avvattnar avrinningsområdet har biflödesordning 5, vilket innebär att vattnet flödar genom totalt 5 vattendrag innan det når havet efter 350 kilometer. Avrinningsområdet består mestadels av skog (91 procent). Avrinningsområdet har 0,78 kvadratkilometer vattenytor vilket ger det en sjöprocent på 2,6 procent.